# Кихано, Хосуэ
Хосуэ Абрахам Кихано Потосме (исп. Josué Abraham Quijano Potosme, род. 10 марта 1991 года, в Масае) — никарагуанский футболист, защитник клуба «Реал Эстели» и национальной сборной Никарагуа.

## Клубная карьера
Кихано начал профессиональную карьеру футболиста в 2010 году в местном клубе «КаРуНа Р. Л.», откуда годом позже перешёл в «Вальтер Ферретти».
В 2015 году опытный защитник перебрался в стан одного из лидеров чемпионата «Реал Эстели».

### ДТП
Летом 2013 года Кихано был госпитализирован с переломом колена, после того как он и его одноклубник, Милтон Бусто попали в ДТП на мотоцикле. После травмы Хосуэ вернулся к тренировкам только спустя полгода.

## Международная карьера
Кихано дебютировал за сборную в январе 2011 года, в розыгрыше Центральноамериканского кубка, в матче против сборной Сальвадора.

### Голы за сборную
| # | Дата           | Соперник  | Счёт | Итоговый счёт | Соревнование                      |
| - | -------------- | --------- | ---- | ------------- | --------------------------------- |
| 1 | 18 января 2013 | Гватемала | 1:0  | 1:1           | Центральноамериканский кубок 2013 |